# Aída Mencía Ripley
Aída Teresa Mencía Ripley es una académica dominicana. Actualmente es Vicerrectora de Investigación e Innovación y Titular de la Cátedra UNESCO en Estudios Interseccionales de Género en Educación y Psicología en la Universidad Iberoamericana (UNIBE) de República Dominicana.

## Biografía
Nació en Santo Domingo y se crio en la ciudad de Nueva York (Queens). Es hija de Aída Ripley Gómez (hija del deportista dominicano Enrique Ripley Marín y la ex abogada corporativa Aída Gómez Rueda) y Rafael Mencía Ochoa. Es sobrina del artista Geo Ripley y nieta del diplomático Rafael Mencía Lister.
Se graduó con honores en Psicología por el St. John's University en Nueva York, donde también obtuvo su maestría y doctorado en Psicología Clínica.
Mencía Ripley tiene más de 15 años de experiencia en investigación. Ha trabajado en investigaciones sobre psicofísica, racismo, género y salud. Durante sus estudios doctorales trabajó en una investigación sobre el racismo y la presión arterial ambulatoria, patrocinada por los Institutos Nacionales de Salud (NIH) de Estados Unidos. También ha participado en proyectos sobre violencia basada en género, salud mental comunitaria, educación inclusiva y discapacidad.
Fue Cátedra UNESCO de Inclusión Social y Académica para Personas con Discapacidad y Necesidades Educativas Especiales en UNIBE desde 2013 hasta 2017. En 2022 fue nombrada Titular de la Cátedra UNESCO en Estudios Interseccionales de Género en Educación y Psicología.
Desde entonces ha liderado diversas iniciativas para promover la equidad de género y los derechos humanos en el ámbito educativo y social.
Entre sus publicaciones se destacan artículos sobre el impacto del racismo en la salud cardiovascular, el rol de las mujeres en el desarrollo sostenible, y las barreras y facilitadores para la inclusión educativa de personas con discapacidad.

## Publicaciones
Algunas publicaciones por Mencía Ripley son:
- Brondolo, E., Wellington, R., Brady, N., Mencía-Ripley, A., Thompson, S., Cassells, A., et al. (2006). Racism and coping in a community sample of Black and Latino(a) adults. Annals of Behavioral Medicine, 31, S162.
- Denton, E., Mencía-Ripley, A., Ullah, J., Brondolo, E., Cassells, A., Cubbin, C. & Tobin, J. (2005). Demographic variations in exposure to ethnicity-related maltreatment. Annals of Behavioral Medicine, 29, S136.
- Brondolo, E., Grantham, K., Karlin, W., Taravella, J., Mencía Ripley, A., Schwartz, J.E., et al. (2009). Trait hostility and ambulatory blood pressure among traffic enforcement agents: The effects of stressful social interactions. Journal of Occupational Health Psychology, 14, 110-121.
- Mencía Ripley, A. & Guerrero Martínez, S. (2012). Características de los pacientes con trastornos relacionados al abuso de sustancias en un hospital dominicano. Revista Electrónica Medicina, Salud y Sociedad, 2 (3).
- Mencía Ripley, A., Fernández Melo, J., Mora, L., McDermutt, W., Thurston-Snoha, B., & Romero, P. (2012). Pilot study of a translation and cultural adaptation of the Anger Disorders Scale: Short Version. Humanities and Social Sciences Review, 1(4), 219-225.
- Mencía-Ripley, A. & Vargas Caminero, Y. (2014). Abuso de sustancias en estudiantes universitarios dominicanos. Revista Electrónica Medicina, Salud y Sociedad, 4 (3).
- Mencía-Ripley, A., Schwartz, J., & Brondolo, E. (2015). Gender identity, interpersonal interactions, and ambulatory blood pressure. Interamerican Psychology Journal, 49 (2), 261-271.
- Thomas, T.M., Schanche Hodge, F., Kotkin-Jaszi, S., & Mencía-Ripley, A. (2016). Stress and coping among college students in the Dominican Republic.Californian Journal of Health Promotion, 15 (1), 78-84.
- Mencía-Ripley, A. (2020). Aceptación de la violencia de género en docentes de escuelas públicas. Revista Caribeña de Investigación Educativa (RECIE), 4(1), 81-91. https://doi.org/10.32541/recie.2020.v4i1.pp81-91
- Mencía-Ripley, A., Paulino-Ramírez, R., Jiménez, J.A. & Camilo, O. (2021). Decolonizing science diplomacy: A case study of the Dominican Republic's COVID-19 response. Frontiers in Research Metrics and Analytics, 6, 637187. doi: 10.3389/frma.2021.637187